# Stall (Caríntia)
Stall é um município da Áustria localizado no distrito de Spittal an der Drau, no estado de Caríntia.